# Belikampoe
Belikampoe is een plaats in de gemeente Grand-Santi in Frans-Guyana.
In het dorp wonen Aukaners. Het dorp ligt aan de oever van de rivier Marowijne, met nabij stroomopwaarts Grand-Santi. Belikampoe heeft een vakantieoord. Het heeft uitzicht op de dorpjes Sikisani, New Libi en Koina op Stoelmanseiland in Suriname.